# Brett Evans
Brett Evans (Johannesburg, 8 marzo 1982) è un ex calciatore sudafricano, di ruolo difensore.

## Carriera

### Club
Nella sua carriera agonistica ha militato solo nell'Ajax Cape Town, con cui ha vinto un trofeo nel 1999-2000 e due trofei nel 2006-2007.

### Nazionale
Ha indossato la maglia della nazionale di calcio del Sudafrica in dieci occasioni, partecipando con i bafana bafana alla Coppa delle nazioni africane 2008.